# DCE/RPC
DCE/RPC (англ. Distributed Computing Environment / Remote Procedure Calls — распределённая вычислительная среда / удалённые вызовы процедур) — система удаленного вызова процедур, разработанная для Distributed Computing Environment (DCE). Эта система позволяет программистам заниматься разработкой распределённого программного обеспечения, как будто это все работает на том же компьютере, без необходимости волноваться за код, отвечающий за работу с сетью.

## История
DCE/RPC был описан Open Software Foundation в "Request for Technology". Одной из ключевых компаний, которые внесли вклад в систему, была Apollo Computer, которая привнесла "Network Computing Architecture", ставшей Network Computing System (NCS), а затем большой частью самой DCE/RPC.

## Лицензия на программное обеспечение
Ранее исходный код DCE был доступен только под собственной лицензией. По состоянию на 12 января 2005 года он был доступен в соответствии с признанной лицензией с открытым исходным кодом, которая позволяет более широкому кругу людей работать над источником для расширения своих возможностей и хранить его в актуальном состоянии. Исходный код может быть загружен через Интернет. Издание содержит примерно 100 файлов ".tar.gz", которые занимают 170 мегабайт (включая всю документацию в формате PostScript).
The Open Group заявила, что будет работать с сообществом DCE для того, чтобы сделать DCE доступным для сообщества разработчиков с открытым исходным кодом, а также продолжая предлагать исходный код через веб-сайт The Open Group.
Эталонная реализация DCE/RPC (версия 1.1) ранее была доступна под BSD-совместимой (Free Software) лицензией OSF / 1.0 и по-прежнему доступна по крайней мере в Solaris, AIX и VMS.
DCE также по-прежнему доступен в прежних условиях без лицензии с открытым исходным кодом на сайте The Open Group.

## Применение
DCE/RPC использовалась в Национальной системе страхового обеспечения в Великобритании. В настоящее время используется
• информационным студенческим порталом Университета штата Пенсильвания (США); 
• старой версий HP OpenView Operations для Unix / Windows агентов;
• Microsoft Exchange/Outlook (MAPI/RPC).
Альтернативные версии и реализации
• FreeDCE - реализация DCE 1.1 перенесена на Linux, поддерживает 64-битные платформы и использует autoconf для упрощения портирования в другие платформы. Порт на Win32 разрабатывается.
• Entegrity Solutions лицензировали в OSF весь код DCE 1.2.2 и перенесли его на Win32, создав продукт назван PC / DCE - см. http://support.entegrity.com/private/pcdce32.asp
• Версии DCE/RPC от Microsoft, которая называется "MSRPC", интегрирована в Windows NT. MSRPC заимствована из реализации DCE 1.1.
• Samba содержит реализацию MSRPC, которая должна быть сетево-совместимой и IDL-совместимой с MSRPC. Она не является бинарно-совместимой с MSRPC.
• Wine содержит реализацию MSRPC что намерен быть бинарно и IDL-совместимой с MSRPC, но не является сетевой совместимой с MSRPC.
• J-Interop - рабочая реализация MSRPC на Java.
• Jar Apac - DCE / RPC на Java.